# Yuan T. Lee
Yuan Tseh Lee, född 19 november 1936 i Hsinchu, Taiwan, är en taiwanesisk-amerikansk kemist. Han tilldelades, tillsammans med Dudley R. Herschbach och John C. Polanyi, nobelpriset i kemi 1986 med motiveringen 
"för deras insatser rörande dynamiken hos kemiska elementarprocesser",
Herschbach, Lee och Polanyi detaljstuderade det dynamiska förloppet i olika kemiska reaktioner och har därmed ökat kunskapen om hur sådana kemiska reaktioner sker.
Lee invaldes 2002 som utländsk ledamot av svenska Ingenjörsvetenskapsakademien. Han var chef för Taiwans främsta akademiska tankesmedja Academia Sinica från januari 1994 till oktober 2006.
Lee har spelat en framträdande politisk roll på Taiwan och har sedan 2000 öppet stött den Pan-gröna koalitionen, som förespråkar taiwanesisk självständighet. I presidentvalen har han i regel uttryckt sitt stöd för Demokratiska framstegspartiets kandidater.